# PBDC1
PBDC1 (англ. Polysaccharide biosynthesis domain containing 1) – білок, який кодується однойменним геном, розташованим у людей на X-хромосомі. Довжина поліпептидного ланцюга білка становить 233 амінокислот, а молекулярна маса — 26 057.
| 10         |  | 20         |  | 30         |  | 40         |  | 50         |
| ---------- |  | ---------- |  | ---------- |  | ---------- |  | ---------- |
| MAATSGTDEP |  | VSGELVSVAH |  | ALSLPAESYG |  | NDPDIEMAWA |  | MRAMQHAEVY |
| YKLISSVDPQ |  | FLKLTKVDDQ |  | IYSEFRKNFE |  | TLRIDVLDPE |  | ELKSESAKEK |
| WRPFCLKFNG |  | IVEDFNYGTL |  | LRLDCSQGYT |  | EENTIFAPRI |  | QFFAIEIARN |
| REGYNKAVYI |  | SVQDKEGEKG |  | VNNGGEKRAD |  | SGEEENTKNG |  | GEKGADSGEE |
| KEEGINREDK |  | TDKGGEKGKE |  | ADKEINKSGE |  | KAM        |  |            |

A: Аланін

C: Цистеїн

D: Аспарагінова кислота

E: Глутамінова кислота

F: Фенілаланін

G: Гліцин

H: Гістидин

I: Ізолейцин

K: Лізин

L: Лейцин

M: Метіонін

N: Аспарагін

P: Пролін

Q: Глутамін

R: Аргінін

S: Серин

T: Треонін

V: Валін

W: Триптофан

Кодований геном білок за функцією належить до фосфопротеїнів. 